# Italia ai campionati europei di atletica leggera 2010
La nazionale italiana ai campionati europei di atletica leggera 2010, che si sono tenuti a Barcellona dal 27 luglio al 1º agosto, era composta inizialmente da 70 atleti (40 uomini e 30 donne), numero che passa poco dopo a un definitivo 73 (44 uomini, 29 donne).
È una spedizione numericamente inferiore solo a quella degli ultimi due campionati (Göteborg e Monaco di Baviera con rispettivamente 82 e 95 atleti).
La portabandiera alla cerimonia d'apertura il 26 luglio è stata Antonietta Di Martino, il capitano è Nicola Vizzoni. Della squadra fanno parte 7 atleti esordienti agli Europei.
Prima di questa edizione dei campionati la squadra italiana aveva già conquistato un totale di 107 medaglie: 34 d'oro, 36 d'argento, 37 di bronzo. Nel 2010 non ottiene sul campo nessuna medaglia d'oro, ma ne conquista 4 d'argento e due di bronzo classificandosi all'ottavo posto nella classifica a punti grazie a 24 finalisti e 92 punti complessivi. La squalifica successiva delle due maratonete arrivate prima dà l'oro ad Anna Incerti nel 2012. Si aggiunge, successivamente, il 30 luglio 2014, anche l'oro per Alex Schwazer, in virtù della squalifica per irregolarità nel passaporto biologico del maratoneta russo Stanislav Emel'janov classificatosi, originariamente, primo.. Sarebbe stata la prima volta dagli Europei del 1958 che la squadra italiana non avrebbe conquistato nessuna medaglia d'oro. A questi risultati vanno aggiunti due podi nella Coppa Europa di maratona, sia femminile che maschile. Nell'edizione precedente, quella di Göteborg, la squadra azzurra aveva vinto tre medaglie ed ottenuto 19 finalisti per un totale di 62 punti.

## Medagliere
| Paese  | Oro | Argento | Bronzo | Totale |
| ------ | --- | ------- | ------ | ------ |
| Italia | 2   | 3       | 1      | 6      |

- Nicola Vizzoni (Lancio del martello)
- Simona La Mantia (Salto triplo)
- Roberto Donati, Simone Collio, Emanuele Di Gregorio, Maurizio Checcucci (Staffetta 4×100 m)

- Daniele Meucci (10.000 m)
- Anna Incerti (maratona)
- Alex Schwazer (Marcia 20 km)

La staffetta 4x100 corre in 38"17 battendo il primato nazionale che resisteva dai campionati del mondo di Helsinki 1983.

## Finalisti
- Libania Grenot 4º 400m
- Giuseppe Gibilisco 4º salto con l'asta
- Ruggero Pertile 4º, maratona
- Staffetta 4x400 m (Chiara Bazzoni, Marta Milani, Maria Enrica Spacca, Libania Grebot), 4º 4x400
- Giorgio Rubino 5º, 20 km marcia
- Andrew Howe, 5º salto in lungo
- Marco De Luca, 6º 50 km marcia
- Daniele Meucci, 6º 5000m
- Elena Romagnolo, 6º 5000m
- Emanuele Di Gregorio, 7º 100m
- Andrea Lalli, 7º 10000m
- Marta Milani, 7º 400m
- Silvia Salis, 7º lancio del martello
- Christian Obrist, 7º 1500m
- Migidio Bourifa, 7º maratona
- Simone Collio, 8º 100m
- Fabrizio Schembri, 8º salto triplo
- Staffetta 4x400 (Marco Vistalli, Luca Galletti, Claudio Licciardello, Andrea Barberi) 8º 4x400

## Convocazioni
Il 9 luglio 2010 il direttore tecnico Francesco Uguagliati ha diramato la lista degli atleti convocati per Barcelona 2010.
| Gara                   | Uomini                                                                                        | Donne                                                           |
| ---------------------- | --------------------------------------------------------------------------------------------- | --------------------------------------------------------------- |
| 100 m                  | Fabio Cerutti Simone Collio Emanuele Di Gregorio                                              | Manuela Levorato                                                |
| 200 m                  | Matteo Galvan                                                                                 | Giulia Arcioni                                                  |
| 400 m                  | Andrea Barberi Claudio Licciardello Marco Vistalli                                            | Marta Milani Libania Grenot                                     |
| 800 m                  | Giordano Benedetti Lukas Rifesser Mario Scapini                                               | Elisa Cusma Daniela Reina                                       |
| 1500 m                 | Christian Obrist                                                                              | -                                                               |
| 5000 m                 | Stefano La Rosa Daniele Meucci                                                                | Elena Romagnolo                                                 |
| 10000 m                | Andrea Lalli Daniele Meucci                                                                   | Federica Dal Rì                                                 |
| 110 m hs/100 m hs      | Stefano Tedesco                                                                               | Marzia Caravelli                                                |
| 400 m hs               | Giacomo Panizza                                                                               | Manuela Gentili                                                 |
| Salto in alto          | Filippo Campioli Silvano Chesani Marco Fassinotti                                             | Antonietta Di Martino Raffaella Lamera                          |
| Salto con l'asta       | Giuseppe Gibilisco Giorgio Piantella                                                          | Elena Scarpellini                                               |
| Salto in lungo         | Andrew Howe Stefano Tremigliozzi Emanuele Formichetti                                         | -                                                               |
| Salto triplo           | Fabrizio Donato Daniele Greco Fabrizio Schembri                                               | Simona La Mantia                                                |
| Getto del peso         | -                                                                                             | Chiara Rosa                                                     |
| Lancio del disco       | -                                                                                             | Laura Bordignon                                                 |
| Lancio del martello    | Nicola Vizzoni                                                                                | Clarissa Claretti Silvia Salis                                  |
| Lancio del giavellotto | -                                                                                             | Zahra Bani                                                      |
| 20 km di marcia        | Ivano Brugnetti Giorgio Rubino Alex Schwazer                                                  | Sibilla Di Vincenzo                                             |
| 50 km di marcia        | Marco De Luca Alex Schwazer                                                                   | non in programma                                                |
| Maratona               | Stefano Baldini Ottaviano Andriani Migidio Bourifa Daniele Caimmi Denis Curzi Ruggero Pertile | Rosaria Console Anna Incerti Deborah Toniolo                    |
| 4 x 100 m              | Roberto Donati Giovanni Tomasicchio Jacques Riparelli Maurizio Checcucci                      | Audrey Alloh Jessica Paoletta Martina Giovanetti Tiziana Grasso |
| 4 x 400 m              | Luca Galletti Domenico Fontana                                                                | Chiara Bazzoni Maria Enrica Spacca Elena Bonfanti               |

Inoltre, alla data iniziale delle convocazioni, sono stati considerati "atleti in verifica" (cioè che hanno tempo per stabilire risultati da conferma): Diego Marani (200 m),  i tre ottocentisti qui sopra (800 m), Daniele Greco (salto triplo) e Gianluca Tamberi (tiro del giavellotto). Dopo la rinuncia di quest'ultimo, sono stati confermati gli ottocentisti e restava da verificare la partecipazione di Greco per un problema al tallone, confermata pochissimo dopo.